# Adoretus mizusawai
Adoretus mizusawai är en skalbaggsart som beskrevs av Kobayashi 1982. Adoretus mizusawai ingår i släktet Adoretus och familjen Rutelidae. Inga underarter finns listade i Catalogue of Life.